# Schloss Hirschbichl

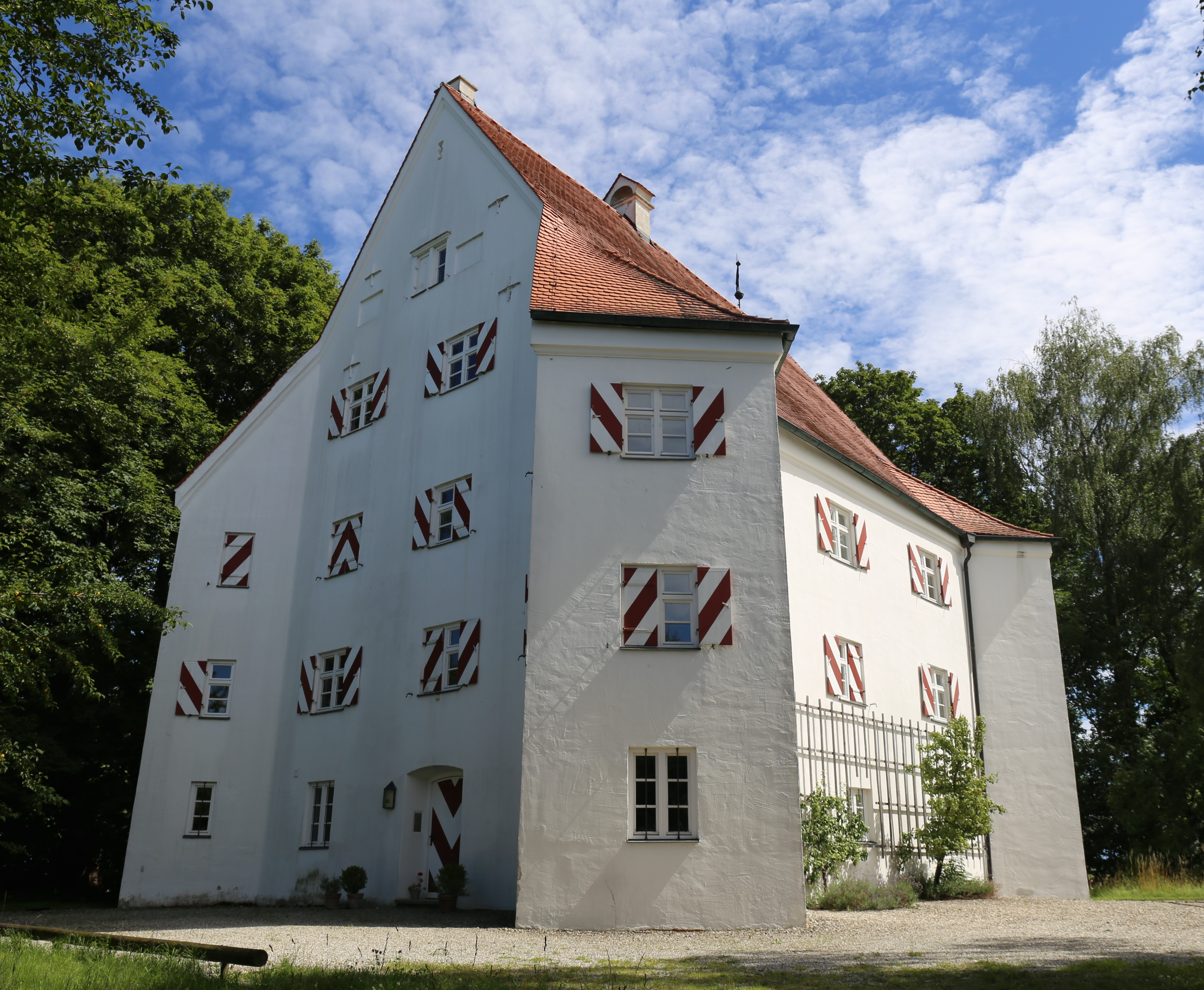
Schloss Hirschbichl

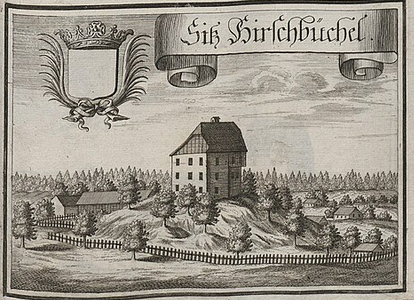
Schloss Hirschbichl nach einem Stich von Michael Wening (um 1726)

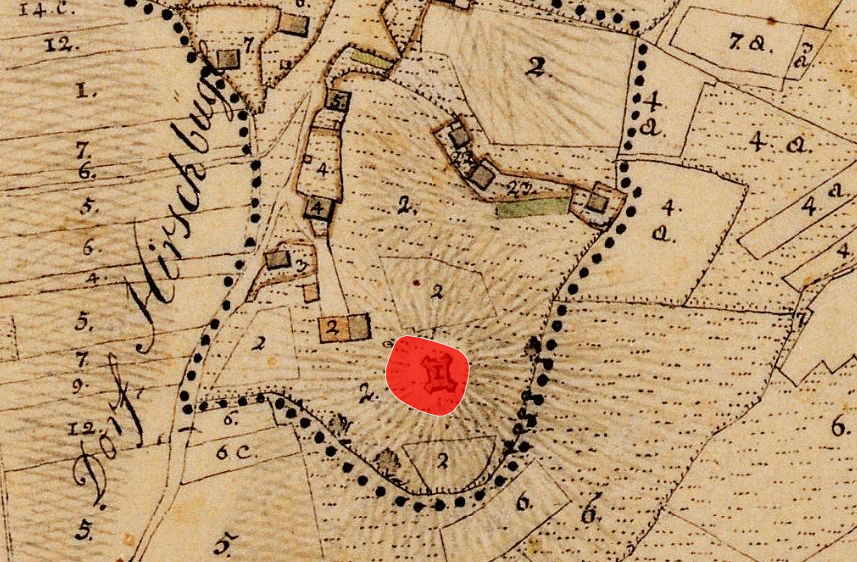
Lageplan von Schloss Hirschbichl auf dem Urkataster von Bayern

Schloss Hirschbichl ist ein Schloss in Hirschbichl in der Gemeinde Emmering im Landkreis Ebersberg von Oberbayern. Die Anlage ist unter der Aktennummer D-1-75-136-12 als denkmalgeschütztes Baudenkmal von Hirschbichl verzeichnet. Ebenso wird sie als Bodendenkmal unter der Aktennummer D-1-7938-0170 im Bayernatlas als „untertägige spätmittelalterliche und frühneuzeitliche Befunde im Bereich von Schloss Hirschbichl und seiner Vorgängerbauten“ geführt.

## Geschichte
1417 wird das Schloss mit dem Namen Hirschbichl erstmals erwähnt. Es wurde von Caspar von Hirschau erbaut. Die Herren von Hirschau	waren von 1417 bis 1722 im Besitz des Schlosses. Im Dreißigjährigen Krieg wurde das Schloss zerstört und anschließend wieder aufgebaut. 1726 starb die letzte Besitzerin aus dem Geschlecht der Hirschauer. Zwischenzeitlich war die Hofmark im Besitz von Johann Caspar Aloys Reichsgraf Basselet von La Rosée. Letzter adeliger Besitzer des Schlosses war 1845 der Staatsrat Joseph Freiherr von Hazzi. Es folgen Nutzungen als Gastwirtschaft oder Jugendheim. 1944 übernahm dann der Landkreis Ebersberg selbst das Schloss und baute es nach Kriegsende als Unterkunft für Flüchtlinge und Heimatvertriebene aus. 1981 wurde das Schloss renoviert und durch den Kunstverein Ebersberg genutzt. 1999 verkaufte der Landkreis das Schloss an eine Privatperson.

## Beschreibung
Das Schloss ist ein um 1500 errichteter dreigeschossiger Putzbau mit steilem Satteldachbau und vier über Eck gestellten Bodenerkern. Ein teilweiser Wiederaufbau erfolgte nach 1648 auf einem künstlich aufgeschütteten Hügel. Nach 1945	erfolgte der Ausbau zu einem Wohnhaus, das 1988 modernisiert wurde.